# Густав Крклец
Густав Крклец (Удбиња крај Карловца, 23. јун 1899 — Загреб, 30. октобар 1977) био је југословенски и хрватски књижевник.

## Биографија
Густав Крклец рођен је у месту Удбиња крај Карловца као прво дете у породици Аугуста и Хермине Крклец. Детињство је провео у Марушевцу, у Хрватском загорју, што је оставило трајан траг у његовом поетском опусу. Гимназију је похађао у Вараждину, Загребу и на Сушаку, а у Загребу је студирао филозофију.
У периоду између два рата радио је различитим загребачким редакцијама. Био је уредник Нолита у Београду од 1929 до 1933. године.
Други светски рат затекао га је у Београду где је доживео бомбардовање града. Затим се у септембру 1941. преселио у Земун. У Земуну је радио као државни чиновник и сарађивао у усташком листу “Граничар” све до бомбардовања Земуна, у марту 1944. У том тренутку био је председник Веслачког клуба Земуна. Након тога се са супругом Мирјаном накратко преселио у Сланкамен, а крај рата дочекао је у Самобору. У септембру 1945. године у Загреб је дошла и његова супруга, те је од тада Крклец живео и радио у Загребу све до смрти.
После рата је био дугогодишњи уредник у Накладном заводу Хрватске. Бавио се и новинарством. Од 1951. године је члан ЈАЗУ. 
Посветио се и писању за децу. Објављивао је песме у часопису за децу Радост за који је био и један од главних оснивача.
Најважнији део Крклецовог књижевног дела чини поезија. Његово антологијско песништво кратког, непосредног и јасног израза одражава ведрину и животну радост, али и метафизичку тескобу. Писао је и есеје, критике, путописе, фељтоне и афоризме. Много је преводио, највише са руског, немачког, али и са словеначког и чешког језика. Посебно се истичу његови преводи Пушкина, Прешерна, Брехта. Крклец се бавио и такозваном дневном критиком. Под псеудонимом Мартин Липњак написао је низ критичких записа и есеја.
Густав Крклец је аутор поетских збирки «Лирика» (1919), «Сребрна цеста» (1921), «Љубав птица» (1926), «Излет у небо» (1928). У време реакције и немачке окупације у стиховима Крклеца појавили су се осећаји безизлаза, бриге за судбину домовине (збирке «Сан под брезом», 1940, «Дарови за безимену», 1942, «Тамница времена», 1944). Победу над нацизмом, и социјално престројавање у ФНРЈ опевао је у циклусу стихова «Жубор живота» (1955).
Људска осећања, родни крај, улога песника у друштву — основне су теме поезије Крклеца, у највећем обиму написане у виду сонета.
Његова поезија за децу садржи хумористичке мотиве (Телеграфске басне, 1952).

## Награде
- Антуновска награда (1944)[3]
- Награда Владимир Назор за животно дело (1968)
- Дисова награда
- Змајева награда

## Дела
- Лирика (1919)
- Сребрна цеста (1921)
- Бескућници (1921)
- Нове пјесме (1923)
- Љубав птица (1926)
- Излет у небо (1928)
- Сан под брезом (1940)
- Дарови за безимену (1942)
- Рањени галеб (1942)
- Тамница времена (1944)
- Лица и крајолици (1946)
- Писма Мартина Липњака из провинције (1956)
- Телеграфске басне (1952)
- Ноћно иверје (1960)

## Спомен
- Поводом стогодишњице рођења Густава Крклеца на прочељу куће у Марушевцу у којој је хрватски песник провео детињство. Матица хрватска у Вараждину и Општина Марушевец поставиле су му спомен-плочу.[4]
- У Вараждинској градској библиотеци налази се и спомен-соба Густава Крклеца